# Кирхлиндах
Кирхлиндах (нем. Kirchlindach) — коммуна в Швейцарии, в кантоне Берн. 
Входит в состав округа Берн. Население составляет 2666 человек (на 31 декабря 2006 года). Официальный код — 0354.